# Eliades Ochoa

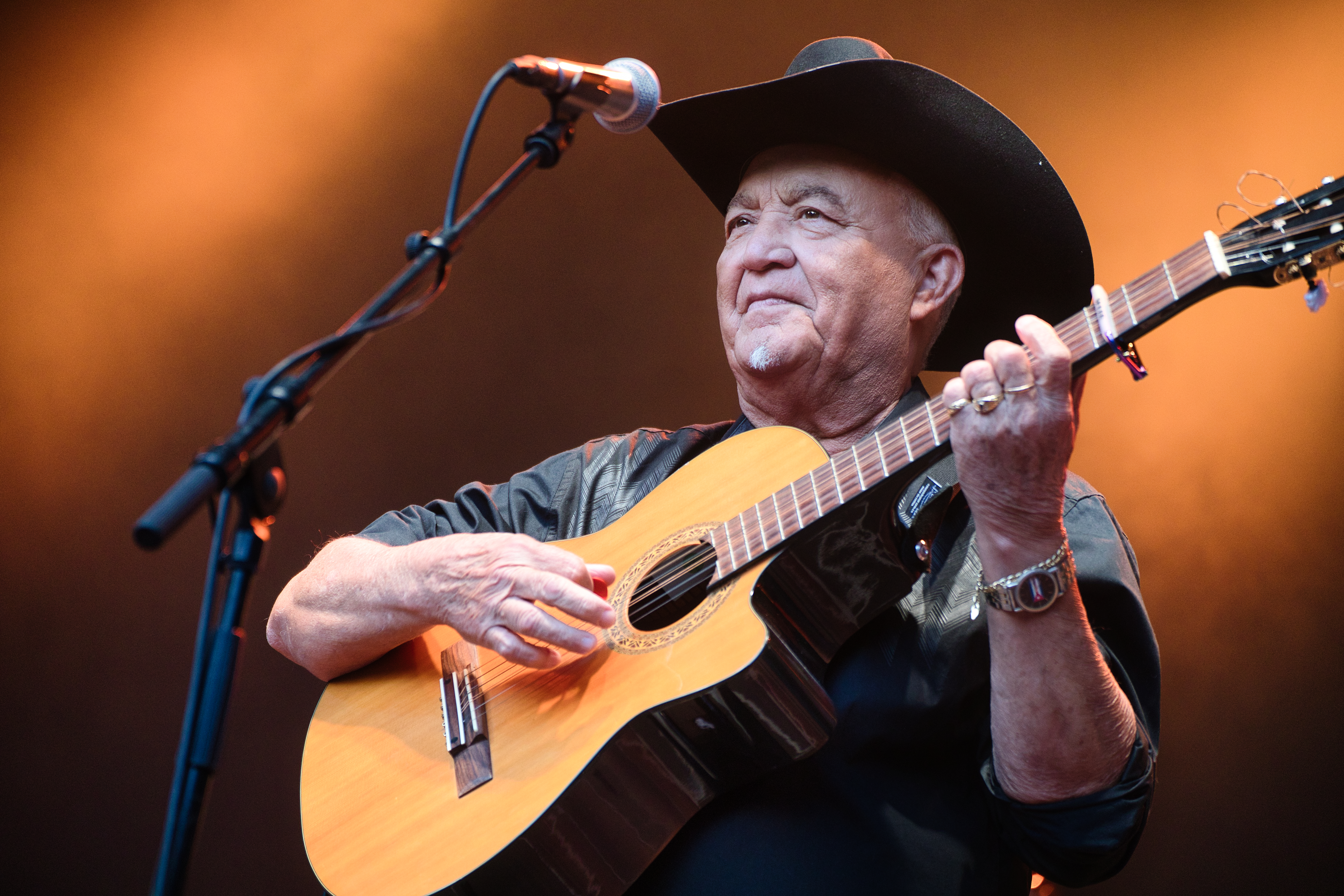
Eliades Ochoa & Grupo Patria auf dem Rudolstadt-Festival 2023

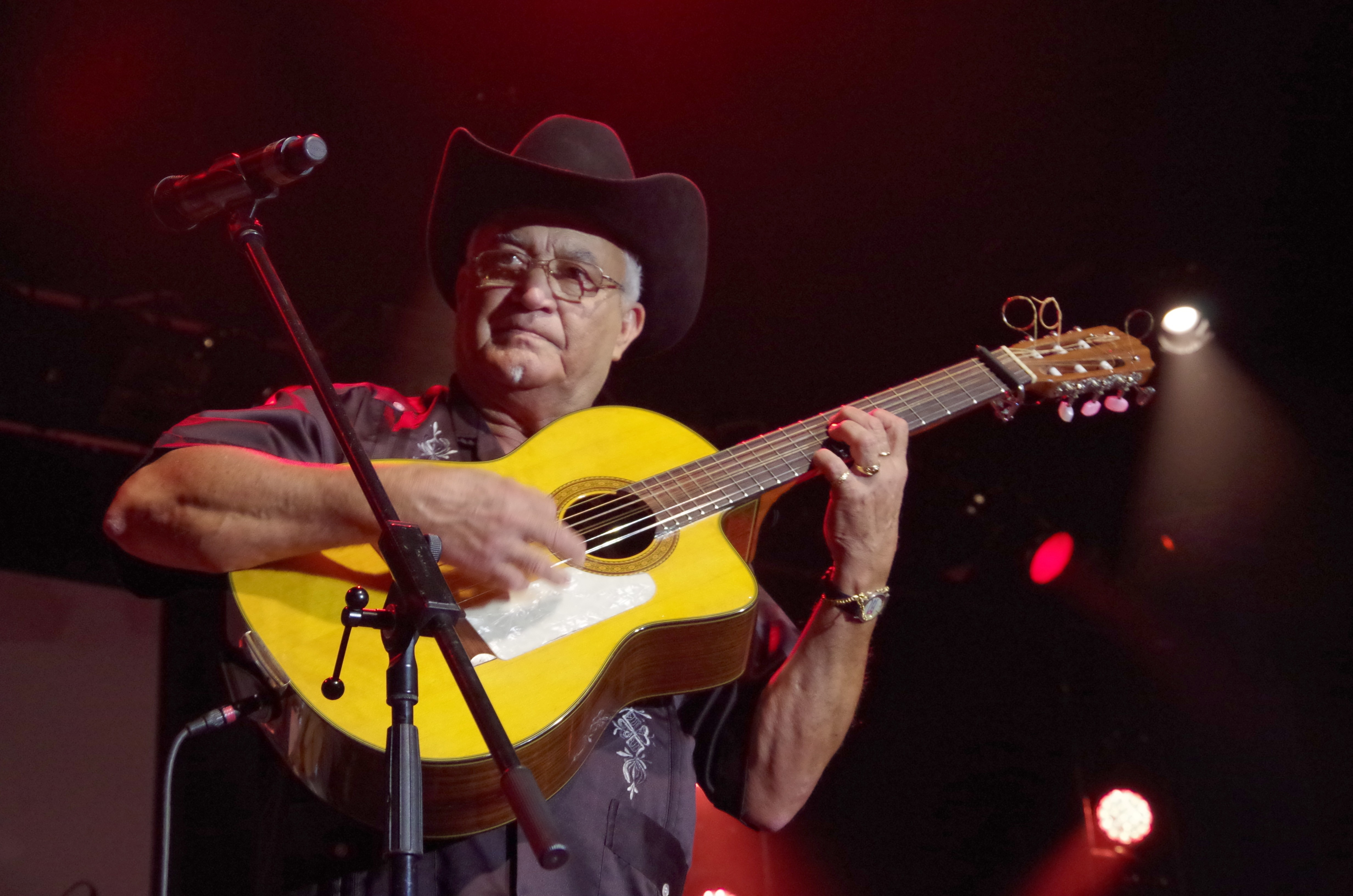
Eliades Ochoa beim Zelt-Musik-Festival 2015

Eliades Ochoa (* 22. Juni 1946 in Alto Songo, Songo-La Maya, in der Provinz Oriente) ist ein kubanischer Gitarrist und Sänger.
Ochoa wuchs mit der Musik seiner Eltern auf dem Land auf. 1958 begann er, die Tres, eine speziell in Kuba gespielte Art der Gitarre, zu spielen. Schon sehr jung spielte er als Straßenmusiker in Santiago, um seine Eltern finanziell zu unterstützen. 1978 kam er in die Band Cuarteto Patria, die bereits seit den 1940er Jahren auf Kuba bekannt war.
Weltweit bekannt wurde er durch das von Ry Cooder produzierte Album Buena Vista Social Club und Wim Wenders’ gleichnamigen Film. 2012 gewann Ochoa den Grammy in der Kategorie „Best Tropical Latin Album“ für sein Album Un bolero para ti.

## Diskografie
siehe auch Buena Vista Social Club
Album
- A una coqueta (1993, als Cuarteto Patria)
- The Lion Is Loose (Se soltó un león) (1996, als Cuarteto Patria)
- CubAfrica (1998. mit Manu Dibango)
- Sublime ilusión (1999)
- Tributo al Cuarteto Patria (2000)
- Estoy como nunca (2002)
- Un bolero para ti (2012)

Im Projekt AfroCubism:
- Afro-Cubism (2010)

Singles
- My Papacito (Son Montuno)
- Chan Chan (Eliades Ochoa & Compay Segundo) (1997)
- El carretero (1997)
- El cuarto de Tula (Eliades Ochoa & Ibrahim Ferrer) (1997)
- Qué lío, compay Andrés (2005)
- Hemingway (Bløf & Eliades Ochoa) (2006)